# Working Man
"Working Man" – ostatni utwór z debiutanckiego albumu kanadyjskiego tria progresywnego Rush. 
Środkowa część utworu obejmuje solo gitarowe, które zostało umieszczone na 94 miejscu na liście "100 najlepszych solówek" opublikowanej przez magazyn Guitar World.